# Горчаков Михайло Дмитрович
Князь Горчаков Михайло Дмитрович (1793 , Варшава  — 30 травня 1861 , Варшава ) — російський генерал від артилерії. Керував російськими військами під час Кримської війни.

## Життя і кар'єра
Михайло та його брат Петро Горчаков були дітьми відомого письменника князя Дмитра Петровича Горчакова та його дружини Наталії Боборикіної. До російської армії Михайло потрапив у 1807 році юнкером Леубського гвардійського артилерійського батальйону. У 1809 році в чині поручика брав участь у походах на Персію.
Під час наполеонівських воєн відзначився під Бородіно (отримав орден Святого Володимира 4-го ступеня) і під Бауценом (отримав орден Св. Анни 2-го ступеня, прусський орден Pour le Mérite і чин штабс-капітана). Його кар'єра швидко розвивалася, і в 1824 році він був генерал-майором. Горчаков проявив хоробрість під час російсько-турецької війни 1828–1829 років, 29 травня 1829 року одним із перших переплив Дунай. Був присутній при облозі Силістрії та Шумни.